# Green (Rare Folk)
Green è un album musicale del gruppo Rare Folk, pubblicato nel 1998 dall'etichetta BMG/Discos de Arte.

## Tracce
1. Human Swing
2. Ganja Express
3. Two Reels
4. That's All Folks
5. Beatriz
6. La Seta Mágica
7. Alresdedor del Mundo
8. Nieva en el Carmen
9. Calenlands
10. S'papierli
11. En la Parra
12. La Vuelta de Zoe
13. Dalle que non Mira